# Ann Petrén
Ann Louise Maria Petrén (Västerås, 25 mei 1954) is een Zweedse actrice.

## Biografie
Petrén leerde het acteren aan de theaterschool in Malmö en begon met acteren in het theater, zij werkte onder anderen in het stadstheater van Stockholm. 
Petrén begon in 1986 met acteren in de film Bröderna Mozart, waarna zij nog meerdere rollen speelde in films en televisieseries. Petrén won tweemaal de Guldbagge Prijs: in 2004 met de film Om jag vänder mig om en in 2012 met de film Happy End, beide in de categorie Beste Actrice. Voor haar rol in de film Om jag vänder mig om won zij in 2004 ook de Festroia International Film Festival in de categorie Beste Actrice.
In 2015 ontving ze de Zweedse koninklijke onderscheiding "Litteris et Artibus".

## Filmografie

### Films
Uitgezonderd korte films.
- 2022 Fiktiv granskning - En grävande historia - als Pippi
- 2021 Suedi - als Yvonne
- 2020 Inland - als Laila
- 2018 Gräns - als Agneta
- 2016 Flickan, mamman och demonerna - als Skådespelerskan
- 2014 Hallåhallå - als Irene
- 2013 Eskil & Trinidad - als Trinidad
- 2011 Happy End - als Jonna
- 2011 Åsa-Nisse - Wälkom to Knohult - als Eulalia
- 2008 Maria Larssons eviga ögonblick - als Ida
- 2005 Mun mot mun - als Lisbeth
- 2004 Masjävlar - als Gunilla
- 2003 Om jag vänder mig om - als Anita
- 2002 Utanför din dörr - als Karin
- 2002 Taurus - als Läkare
- 2001 Besvärliga människor - als Måna Klagshamn
- 2000 Den bästa sommaren - als Ljungström
- 1999 Mamy Blue - als politieagente
- 1997 Välkommen till festen - als moeder van Isabell
- 1994 Bara du & jag - als Ulva
- 1992 Min store tjocke far - als Victoria Nilsson
- 1991 Sista vinden från Kap Horn - als moeder van Fredrik
- 1990 Kaninmannen - als Ulrika
- 1989 Peter och Petra - als lerares
- 1987 Komedianter - als maatschappelijk werkster
- 1986 I lagens namn - als prostituee
- 1986 Teaterterroristerna - als Ulla Lindskog
- 1986 Bröderna Mozart - als boze vrouw

### Televisieseries
Uitgezonderd eenmalige gastrollen.
- 2017-2021 Bonusfamiljen - als Ylva - 29 afl.
- 2014-2017 Full Patte - als psychologe Kerstin - 24 afl.
- 2015-2017 Jordskott - als Martina Sigvardsson - 12 afl.
- 2015 The Bridge - als Marie-Louise - 3 afl.
- 2015 Jordskott - als Martina Sigvardsson - 10 afl.
- 2008 Om ett hjärta - als Lena Ahlinder - 2 afl.
- 2006 LasseMajas detektivbyrå - als Fru Åkerö - 4 afl.
- 2005 Kvalster - als Monika - 4 afl.
- 2005 Coachen - als Bergström - 3 afl.
- 2002 Olivia Twist - als Fru Tranberg - 2 afl.
- 2001 Kvinna med födelsemärke - als Hennis mor - 2 afl.
- 1998-1999 c/o Segemyhr - als Bibbi - 2 afl.
- 1998 Kvinnan i det låsta rummet - als Green - 2 afl.
- 1998 T. Sventon praktiserande privatdetektiv - als Fru Hjortron - 2 afl.

- Bibsys: 3103807
- Gemeinsame Normdatei: 130577251
- International Standard Name Identifier: 0000 0000 1557 7671
- Library of Congress Control Number: no2017121122
- MusicBrainz: d3076421-5209-47c2-9dbe-a5af7a27ad72
- Virtual International Authority File: 10956927
- WorldCat: E39PBJpDKCf4Tm8fkcY79mBVmd